# Wiscasset
Wiscasset és un poble i seu del Comtat de Lincoln (Maine) als Estats Units d'Amèrica.

## Demografia
Segons el cens del 2000 Wiscasset tenia 3.603 habitants, 1.472 habitatges i 972 famílies. La densitat de població era de 56,6 habitants/km².
Dels 1.472 habitatges en un 31,2% hi vivien nens de menys de 18 anys, en un 52,9% hi vivien parelles casades, en un 9,5% dones solteres, i en un 33,9% no eren unitats familiars. En el 27,4% dels habitatges hi vivien persones soles el 10,2% de les quals corresponia a persones de 65 anys o més que vivien soles. El nombre mitjà de persones vivint en cada habitatge era de 2,43 i el nombre mitjà de persones que vivien en cada família era de 2,94.
Per edats la població es repartia de la següent manera: un 25,3% tenia menys de 18 anys, un 6,4% entre 18 i 24, un 28,4% entre 25 i 44, un 26,7% de 45 a 60 i un 13,1% 65 anys o més.
L'edat mediana era de 39 anys. Per cada 100 dones de 18 o més anys hi havia 94,7 homes.
La renda mediana per habitatge era de 37.378$ i la renda mediana per família de 46.799$. Els homes tenien una renda mediana de 31.365$ mentre que les dones 21.831 $. La renda per capita de la població era de 18.233$. Entorn del 6,9% de les famílies i el 12,5% de la població estaven per davall del llindar de pobresa.